# Sanjō Kinfusa
Sanjō Kinfusa (三条 公房?   1179 - 23 de septiembre de 1249) fue un kugyō (cortesano japonés de clase alta) que vivió a finales de la era Heian y comienzos de la era Kamakura. Fue miembro de la familia Sanjō (derivada del clan Fujiwara) e hijo del cortesano Sanjō Sanefusa.
Ingresó a la corte imperial en 1183 con el rango de jugoi inferior, promovido a shōgoi inferior y chambelán en 1187, y en 1189 al rango jushii inferior. En 1195 fue nombrado kurodō no tō (administrador de los archivos imperiales) y promovido al rango jusanmi, convirtiéndose en cortesano de clase alta. 
En 1199 fue promovido al rango shōsanmi, en 1200 nombrado como gonchūnagon, promovido a junii en 1201 y en 1202 fue nombrado dainagon y promovido al rango shōnii. En 1204 fue nombrado gondainagon y promovido en 1209 como dainagon.
En 1215 fue nombrado naidaijin y en 1218 fue promovido a Daijō Daijin (Canciller del Reino), durante el reinado del Emperador Juntoku; fue promovido en 1221 al rango juichii. Tras la Guerra Jōkyū, que provocó el destronamiento del Emperador Chūkyō, Kinfusa renunció a su cargo en 1222.
En 1235 abandonó su vida como cortesano y se convirtió en monje budista (shukke), tomando el nombre de Kūjaku (空寂?) y fallecería en 1249. Tuvo como hijo al cortesano Sanjō Sanechika y como hija a Fujiwara no Ariko, consorte del Emperador Go-Horikawa.